# Malice Mizer
I Malice Mizer sono un gruppo musicale visual kei giapponese fondato nel 1992 ed ufficialmente in pausa a tempo indeterminato dal 2001.
Sono uno dei gruppi più importanti e maggiormente influenti della scena visual kei giapponese sia per la musica sia per il look, entrambi drasticamente variati durante le loro molteplici e diversificate fasi artistiche. Dopo una serie di problemi, il gruppo è ora in pausa indeterminata e i membri proseguono le loro carriere come solisti.

## Concept
Come comunemente accade nel visual kei, la band basa la propria poetica su un concept artistico, che in questo caso è la domanda esistenziale «Che cos'è l'uomo?» (人間とは??, Ningen to wa?), la cui risposta è «un essere basato sulle caratteristiche della malizia e della miseria». Da queste due parole, tradotte in francese, proviene anche il nome del gruppo, che nelle sue opere cerca di investigare i modi in cui la malizia e la miseria si dimostrano nella vita.

## Storia

### Tetsu era (1992~1994)
La band viene fondata a Tokyo nel 1992 da Mana e Közi, che si conobbero in un locale karaoke dove entrambi lavoravano. Entrambi uscivano da piccole esperienze musicali precedenti non appaganti e desideravano portare avanti un discordo musicale preciso e definito; i due trovano un'intesa fra di loro e decidono di inaugurare il progetto Malice Mizer. La prima formazione è composta da Tetsu come cantante, Mana e Közi alla chitarra ed al sintetizzatore, Gaz alla batteria e Yu~ki al basso.

Durante la Tetsu era i loro stile era un misto di visual kei anni ottanta, darkwave, bossa nova e influenze di musica classica.
Il loro primo lavoro fu un brano per la raccolta Brain Trash, Speed of Disperate, nel 1993, e poco tempo dopo Gaz lasciò il gruppo per entrare nei KneuKlid Romance e il batterista dei KneuKlid Romance, Kami, entrò a far parte dei Malice Mizer; l'unico brano conosciuto con Gaz alla batteria è dunque quello contenuto in Brain Trash. Nel 1994 realizzarono il loro primo album, memoire, con l'etichetta discografica indie che Mana aveva appena fondato, la Midi:Nette. Successivamente ripubblicarono l'album (con la bonus track Baroque) chiamandolo memoire DX (dove DX sta per deluxe). Pochi giorni dopo, Tetsu lasciò il gruppo iniziando una carriera solista.

### Gackt era (1995~1999)
Nel 1995, dopo un anno di inattività per mancanza di un vocalist, i Malice Mizer reclutarono Gackt come cantante. Sotto la sua influenza le canzoni del gruppo diventarono più romantiche, incorporando strane influenze di musica classica e testi in francese. Dal punto di vista del look, il gruppo abbandonò l'aspetto gotico anni ottanta per dei colorati costumi storici. Nel 1996, realizzarono il loro secondo album, Voyage ~sans retour~. Diventarono sempre più famosi e nel 1997 firmarono con l'etichetta major Nippon Columbia (divisione nipponica della multinazionale Columbia Records), con cui realizzarono diversi singoli discografici, un breve film muto, Verte Aile, e nel 1998, il loro primo e unico album da major, merveilles. Nel gennaio 1999, Gackt lasciò il gruppo per cominciare una carriera solista. I Malice Mizer lasciarono la Nippon Columbia e tornarono con l'etichetta indie di Mana, la Midi: Nette.
Pochi mesi dopo la partenza di Gackt dal gruppo, il batterista Kami morì a causa di un aneurisma cerebrale, lasciando alcune canzoni che aveva scritto, che il gruppo pubblicò nel mini-album/video boxset Shinwa ~Kami Memorial Box~. Kami non fu mai sostituito, e i Malice Mizer usarono dei batteristi di supporto al suo posto.

### Klaha era (2000~2001)
Nella seconda metà del 1999 ed all'inizio del 2000, i Malice Mizer restarono senza un cantante ufficiale; realizzarono qualche singolo e cominciarono a lavorare su un nuovo album. Nell'estate del 2000 realizzarono quello che sarebbe stato il loro ultimo album, Bara no Seidou. Il cantante di supporto a questo disco, Klaha, proviene dai Pride Of Mind e diventa cantante e componente ufficiale. Il gruppo abbandonò le atmosfere pop del periodo di Gackt per un misto di musica classica, gothic e heavy metal. Nel 2001, all'apice della fama, i Malice Mizer recitarono in un film muto di vampiri, Bara no Konrei, e realizzarono tre nuovi singoli di grande successo; poi i membri del gruppo decisero di prendere strade diverse. La band non si è dunque sciolta, ma è ancora oggi ufficialmente in sospeso.
Negli anni a seguire, i componenti dei Malice Mizer si sono occasionalmente ricomposti in occasioni come concerti o ricorrenze, come il 17 luglio 2010 quando Mana, Közi e Yu~ki si sono esibiti nell'evento Deep Sanctuary II.

### Progetti post-Malice Mizer
- Gackt ha intrapreso la carriera solista con grande successo.
- Klaha ha intrapreso una breve carriera solista fino al ritiro dalle scene a metà 2004[4].
- Mana ha fondato una nuova band goth rock di successo, i Moi dix Mois. Contemporaneamente continua la sua carriera imprenditoriale gestendo la sua etichetta discografica indie Midi:Nette (è stato il talent-scout di Kanon Wakeshima) e la casa di moda Moi-même-Moitié.
- Közi ha intrapreso la carriera solista e contemporaneamente mantenuto quella da strumentista in maniera molto attiva: fonda col suo vecchio amico Haruhiko Ash gli Eve of Destiny (poi scioltisi), nel 2008 i DALLE[5], nel 2010 gli XA-VAT[6] e nel 2013 i ZIZ.
- Yu~ki ha collaborato con Közi al singolo di quest'ultimo MEMENTO, ma non se ne conoscono altre attività musicali.

## Formazione
- Klaha (Klaha?), 03/05/? - voce
- Mana (Mana?), 19/03/? - chitarra sintetizzatore; sintetizzatore
- Közi (Közi?), 29/05/? - chitarra sintetizzatore, sintetizzatore
- Yu~ki (Yu～ki?), 08/08/? - basso; contrabbasso

### Ex componenti
- GAZ (GAZ?) - batteria
- tetsu (tetsu?), vero nome Tetsu Takano (高野哲?) - voce
- Gackt (Gackt?) - voce, pianoforte
- Kami (Kami?) - batteria e percussioni-Deceduto il 21 giugno 1999

### Musicisti di supporto
- Kazune (Kazune?) - tastiera
- Shū (愁?) - batteria

### Cronologia
- Klaha: Pride Of Mind → Malice Mizer → carriera solista → ritirato
- Mana: Ves:tearge → Girl'e → Matenrō → Malice Mizer → Moi dix Mois
- Közi: Girl → Beyond The Reinsight → Matenrō → Malice Mizer → carriera solista, Eve of Destiny, Dalle → XA-VAT → Ziz
- Yu~ki: ze:ro → Malice Mizer → libero professionista
- Kami: 3P Mayonnaise → Kneuklid Romance → Malice Mizer → deceduto
  - Gaz: Youthquake (roadie) → Malice Mizer → Baiser (supporto) → KneuKlid Romance → The Night Breeze Zinnia → Doverman, Buzz Bone, The Veletta (supporto) → Doverman, Pandemic (supporto) → KneuKlid Romance
  - tetsu: Malice Mizer → Mega 8 Ball → nil → Zigzo → nil
  - Gackt: cains:feel (prima batterista, poi cantante) → Malice Mizer → carriera solista

## Discografia
Le specifiche sono indicate fra parentesi "()", eventuali note dopo il punto e virgola ";".

### Album

#### Album originali
- 09/06/1996 - Voyage sans retour
- 18/03/1998 - merveilles
  - 28/09/2005 - La Collection "merveilles" -L'edition Limitée-; riedizione in cofanetto deluxe
- 23/08/2000 - Bara no seidō

#### Mini-album
- 24/07/1994 - memoire
  - 24/12/1994 - memoire DX; riedizione di memoire

### EP
- 01/02/2000 - Shinwa (神話?); cofanetto commemorativo per la morte di Kami contenente un CD con tre brani ed una VHS con esibizioni live

### Singoli
- 10/12/1995 - Uruwashiki kamen no shōtaijō
- 10/10/1996 - ma chérie ~Itoshī kimi he~
- 06/08/1997 - Bel Air ~Kūhaku no shunkan no naka de~ (ヴェル・エール～空白の瞬間の中で～?)
- 03/12/1997 - au revoir (au revoir?)
- 11/02/1998 - Gekka no yasōkyoku (月下の夜想曲?)
- 20/05/1998 - Illuminati (ILLUMINATI?)
- 30/09/1998 - Le ciel ~Kūhaku no kanata he~ (Le ciel～空白の彼方へ～?)
- 03/11/1999 - Saikai no chi to bara (再会の血と薔薇?)
- 31/05/2000 - Kyomu no naka de no yūgi (虚無の中での遊戲?)
- 26/07/2000 - Shiroi hada ni kurū ai to kanashimi no rondo (白い肌に狂う愛と哀しみの輪舞?)
- 30/05/2001 - Gardenia (Gardenia?)
- 21/06/2001 - Beast of Blood (Beast of Blood?)
- 30/10/2001 - Mayonaka ni kawashita yakusoku ~Bara no konrei~ (真夜中に交わした約束〜薔薇の婚礼〜?); cofanetto contenente un DVD con il film Bara no konrei
- 30/11/2001 - Garnet ~Kindan no sono he~ (Garnet ～禁断の園へ～?)

### Videografia

#### Videoclip
- 24/02/1999 - merveilles ~cinq (5) parallèle~ (VHS)
  - 30/03/2002 - merveilles ~cinq (5) parall'le~ (DVD); ristampa in formato DVD
- 21/12/1999 - Saikai no chi to bara ~de l'image~ (VHS)
- 31/05/2000 - Kyomu no naka de no yūgi ~de l'image~ (VHS)
- 11/07/2001 - Beast of Blood ~de l'image~ (VHS e DVD)
- 06/02/2002 - Cardinal (raccolta di videoclip) (DVD)

#### Live
- 30/06/1997 - sans retour Voyage "derniere" ~encoure une fois~ (VHS)
  - 18/04/2001 - sans retour Voyage "derniere" ~encoure une fois~ (DVD); ristampa in formato DVD
- 28/10/1998 - merveilles ~Shūen to kisū~ l'espace (VHS)
  - 30/03/2002 - merveilles ~Shūen to kisū~ l'espace (DVD); ristampa in formato DVD
- 22/11/2000 - Bara ni irodorareta akui to higeki no makuake (VHS e DVD)

#### Film
- 13/07/1997 - Bel Air ~Kūhaku no shunkan no naka de~ de l'image (VHS)
- 22/03/2002 - Bara no konrei ~Mayonaka ni kawashita yakusoku~ (VHS e DVD)

#### Altro
- 25/04/2001 - Bara no kiseki (VHS e DVD); registrazione di uno show televisivo ed altri materiali vari